# Дяченко Анатолій Миколайович (літератор)
Анато́лій Микола́йович Дяче́нко (2 березня 1925, Мачухи — 2008, Полтава) — вчений-літературознавець, критик, прозаїк, журналіст, вчитель-методист, краєзнавець, громадський діяч, філателіст, майстер спорту з альпінізму.
Учасник Другої світової війни, має урядові нагороди. Кандидат філологічних наук (1969), член Національної спілки журналістів України (1966), член авторських колективів Інституту енциклопедії АН України, член і один із засновників Полтавської спілки літераторів (1991), член Міжрегіональної спілки письменників України (2000), член Асоціації філателістів України (1962).

## Біографія
Народився 22 березня 1925 року в с. Мачухи Полтавського району Полтавської області в сім'ї вчителів. Батько, Микола Вікторович, був репресований, потім воював.
Навчався А. Дяченко у Полтавській середній школі № 10. В роки війни був сержантом-розвідником 37-ї північнокавказької армії. Захищаючи Північний Кавказ, був контужений.
1946 року закінчив десятий клас вечірньої школи, вступив на літературний факультет П'ятигорського педагогічного інституту, друкувався в місцевій періодиці, зокрема, в газеті «Пятигорская правда». Після закінчення вузу у 1950 році, працював учителем-методистом у  школах Ставропольського краю, брав активну участь у формування навчально-виховного процесу. Писав методички, розробки, посібники, створював літературні карти і т. ін. Згодом став відповідальним секретарем, редактором газети в Іпатовському районі того ж Ставропольського краю, де проживало багато українців.
Переїхавши в Україну, у 1956—1959 роках навчався і закінчив аспірантуру Київського педагогічного інституту ім. О. М. Горького (тепер Національний педагогічний університет ім.. М. П. Драгоманова). З 1959 року працював асистентом старшим викладачем кафедри російської та зарубіжної літератури (1959—1974, 1976—1982 рр.) старшим викладачем, доцентом кафедри філологічних дисциплін (1982—1997 рр.) Полтавського педагогічного інституту ім.. В. Г. Короленка (тепер державний педагогічний університет). Кандидатську дисертацію захищав по творчості М. Некрасова.
Періодично працював у газетах і видавництвах. У Києві — літературним редактором багатотиражної газети «За педагогічні кадри», кореспондентом «Учительской газеты» по Лівобережній Україні. Згодом — у газетах і видавництвах Полтави. Активну участь брав у створенні Полтавської спілки літераторів.
Помер 10 листопада 2008 р., похований м. Полтава.

## Творча діяльність
Друкуватися в газетах почав наприкінці 40-х років 20 століття. Тоді народжувались фронтові спогади. Його газетно-журнальні публікації  читали у м. Армавірі, Ашгабаді, Будапешті, Києві, Кременчуці, Москві, Полтаві, Харкові та інших містах тодішнього Союзу.
Найвагоміший здобуток енциклопедично освіченого ученого і літератора становлять сотні наукових розвідок, статей з літературознавства, які поміщені, зокрема, в «Українській літературній енциклопедії», «Енциклопедії сучасної України», у фахових газетах «Літературна Україна», «Літературна Полтавщина» та в інших всеукраїнських і полтавських виданнях. Його літературні праці присвячувались М. Нєкрасову, В. Короленку, А. Макаренку, С. Михалкову. Досліджував творчість письменників-полтавців, зокрема, Ф. Рогового, Б. Левіна, В. Симоненка, О. Ковіньки, Л. Бразова, Ю. Дмитренка, А. Дімарова, М. Костенка та багатьох інших. Він дав довідки про багатьох полтавських літераторів.  Підтримував і заохочував молодих літераторів-початківців, часто його влучні передмови і післямови до їх творів давали їм путівку в життя.
Брав активну участь у виданні книг земляків, редагував книги багатьох письменників. Як краєзнавець, досліджував походження деяких географічних назв краю, записував почуту народну мудрість в селах і містах, місцевий фольклор. Все це знайшло відображення у його книгах.

## Відзнаки
2004 р. — Лауреат обласної літературної премії ім.. В. Даля.
2006 р. –Лауреат міської (м. Лубни) премії імені Володимира Малика  (за кн. «Полтава моя — це поезія й проза»).
2007 р. — Лауреат премії імені Леоніда Бразова (за кн. «Хвалю й сварю, кого   люблю»).
Призер кількох творчих конкурсів та виставок, в тому числі міжнародних.
Заслужений філателіст України.

### Літературознавчі видання
- Дяченко А. М. В. Г. Короленко — поруч: художньо-документ. нарис, мемуари, спогади, наук. Матеріали та дослідження / А. М. Дяченко. — Полтава: Оріяна, 2005. — 72 с.
- Дяченко А. М. Невідомий Юрій Дмитренко, або… Він же Максим Думич: бібліограф. нарис / А. М. Дмитренко. — Глобине: Поліграфсервіс, 2001. — 48 с.
- Дяченко А. М. Хвалю й сварю, кого люблю: вибрані критичні статті, рецензії, спогади, біографічні нариси і замальовки про полтавських письменників другої половини ХХ століття: у 2-х т. / А. М. Дяченко. — Полтава: Астрея. — Т. 1. — 2005. — 176 с., Т.2. — 2006. — 234 с.
- Дяченко А. М. Якщо ти людина…  : до літературних портретів полтавських поетів і прозаїків другої половини ХХ століття / А. М. Дяченко. — Полтава: Астрея, 2000. — 56 с.
- Голоси Енеєвих нащадків: збірка творів переможців конкурсу на здобуття літературних премій Полтавського літературно-меморіального музею ім.. І. П. Котляревського за 2003—2004 роки / ред.. А. М. Дяченко. — Полтава: Астрея, 2004. — 55 с.
- Літератори Полтавщини довідник / упоряд. А. М. Дяченко — Полтава: Астрея, 1991. — Вип. 1. — 62 с. Літератори Полтавщини: довідник /упоряд. А. М. Дяченко. — Полтава: Астрея., 1992. — Вип. 2. — 32 с.
- Літератори Полтавщини: довідник / уклад. А. М. Дяченко. — Полтава: Полтавський літератор, 1996. — Вип. 3. — 46 с.
- Письменники Полтавщини: довідник / упоряд. А. М. Дяченко. — Полтава, 1990. — 32 с.

### Співавторство
- Буряк І. Детективний жанр на Полтавщини: критичний огляд видань та публікацій пригодницького жанру полтавських літераторів / І. Буряк, М. Дяченко. — Кобеляки: Кобеляки, 1997. — 143 с.
- Калинове гроно: антологія поезії полтавських літераторів ХХ ст. /за ред. М. В. Костенка, Ю. М. Дмитренка, А. М. Дяченка та ін. — Полтава: Полтавський літератор, 1998. — 488.с.
- Полтавський сміхограй. Торбина сміху — читачам на втіху / ред.. А. М. Дяченко, І. М. Моцар. — Полтава: Астрея, 2004. — 200с.

### Краєзнавство
- Дяченко А. М. «Полтава моя — це поезія й проза»…  : путівник-нарис / А. М. Дяченко. — Полтава: Полтава, 2004. — 56 с.
- Дяченко А. М. Чому у рака вирячені очі? : українські народні казки, записані на Полтавщині / А. М. Дяченко. — Полтава: Полтава,  2005 — 92 с.
- Дяченко А. Полтавщина у філателії / А. Дяченко // Антологія краєзнавства Полтавщини: науково- методичний посібник. — Полтава, 2005. — С.228-230.

### Повісті
- Дяченко А. М. «За горами — гори»: оповідання-бувальщини, повість — сторінки записника воєнних років / А. М. Дяченко — Полтава: Полтавський літератор, 2002. — 106 с.
- Дяченко А. Лялині проліски: шкільна повість / А. Дяченко // Комсомолець Полтавщини, 1987. — 9 трав. — С. 4.
- Дяченко А. Я — син «ворога народу»: уривок з автобіографічної повісті / А. Дяченко // Калинове гроно: антологія прози і драматургії полтавських літераторів ХХ століття. — Полтава, 2006. — Т. 2,. Кн. 2. — С. 7-25.

### Про життя та діяльність
- Дяченко А. Лауреат премії імені Леоніда Бразова Анатолій Дяченко: «Для мене Бразов — один з найкращих сучасних прозаїків» / А. Дяченко ; розмову вела Н. Левадна // Полтавська громада. — 2007. — 26 лист. — С. 11.
- Дяченко А. Лауреат премії імені Леоніда Бразова Анатолій Дяченко: «Скільки б про когось не писав, ніколи не скажеш усе — обов'язково залишається щось у запасі…» / А. Дяченко ; розмову вела Н. Левадна // Полтавська громада. — 2007. — 19 лист. — С. 10.
- Тереньєва М. Анатолій Дяченко: «Лише українці не бояться сміятися над собою…» / М. Тереньєва // Полтавський вісник. — 2001. — 23 лют. — С. 12.